# Nico Ochojski
Nico Ochojski (* 9. Januar 1999) ist ein deutscher Fußballspieler.

## Karriere
Nach seinen Anfängen in der Jugend vom FC Hennef 05, von Bayer 04 Leverkusen, des Bonner SC und von Alemannia Aachen wechselte er im Sommer 2017 in die Jugendabteilung des SC Fortuna Köln. Dort kam er auch zu seinem ersten Einsatz im Profibereich in der 3. Liga, als er am 18. Mai 2019, dem 38. Spieltag, bei der 0:2-Heimniederlage gegen die SG Sonnenhof Großaspach in der Startformation stand.
Im Sommer 2021 schloss er sich dem Drittligisten SC Verl an. Zur Saison 2024/25 wechselte er in die 2. Bundesliga zum SSV Jahn Regensburg. Ein Jahr später verließ er den Verein wieder.